# Dophla evelina

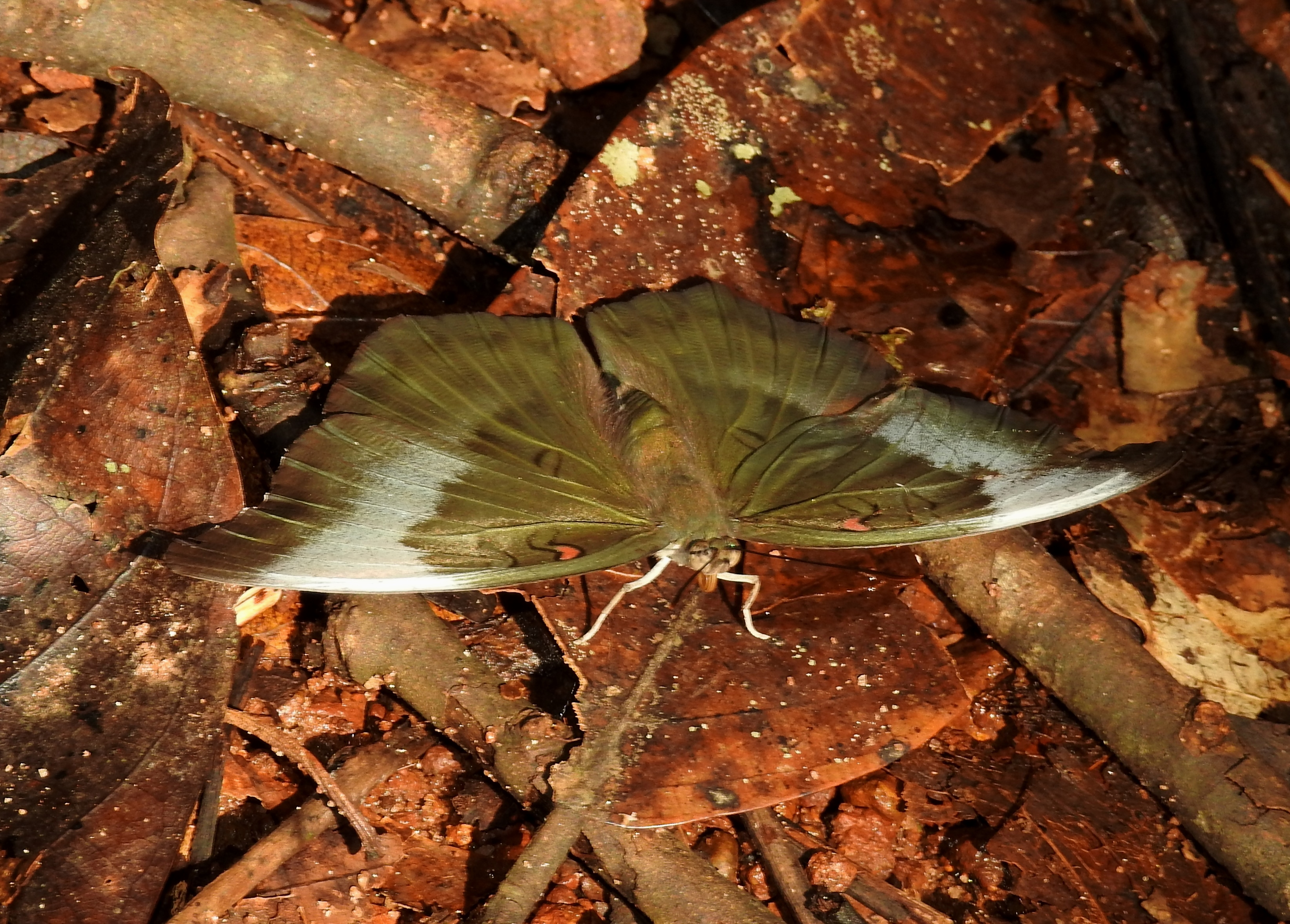
Weibchen

Dophla evelina ist ein in Südostasien vorkommender Schmetterling (Tagfalter) aus der Familie der Edelfalter (Nymphalidae).

## Merkmale

### Falter
Die Flügelspannweite der Falter beträgt 93 bis 112 Millimeter. Die Weibchen sind etwas größer als die Männchen. Beiden Geschlechtern gemeinsam ist eine bräunliche Grundfarbe der Flügeloberseiten. Am Vorderrand der Vorderflügel hebt sich eine zur Hälfte rot gefärbte S-förmige Makel ab. Die Postdiskalregion hat eine weißliche Farbe. Der Apex ist kantig ausgestellt. Die Flügel der Männchen schillern je nach Lichteinfall türkis, grünlich oder bläulich. Die Weibchen schillern weniger kräftig und haben zumeist eine olivgrüne Färbung. Die Flügelunterseiten beider Geschlechter sind ockerfarben bis hell graubraun gefärbt. Die rote Makel hebt sich nur undeutlich ab.

### Ei
Das Ei hat zunächst eine weißliche, später dunkelbraune Farbe, eine halbkugelige Form und ist mit vielen kleinen Dellen, wabenförmigen Sechsecken sowie nadelartigen Spitzen überzogen.

### Raupe
Frisch geschlüpfte Raupen sind weißlich gefärbt und behaart. Im zweiten Stadium nehmen sie eine grüne Farbe an und zeigen auf jedem Körpersegment kurze Tuberkel. Diese bilden sich bei den ebenfalls grünen ausgewachsenen Raupen zu stark verzweigten stacheligen tannenzweigähnliche Auswüchsen um. Auf dem Rücken heben sich mehrere unterschiedlich große, graubraun gekernte rosa Flecke ab.

### Puppe
Die Puppe ist als Stürzpuppe ausgebildet, hat eine plumpe Form und eine grüne Farbe. An den Flügelscheiden hebt sich ein ringförmiger schwarzer Fleck ab. Das Rückendreieck ist zunächst gelb, später schwarz gefärbt.

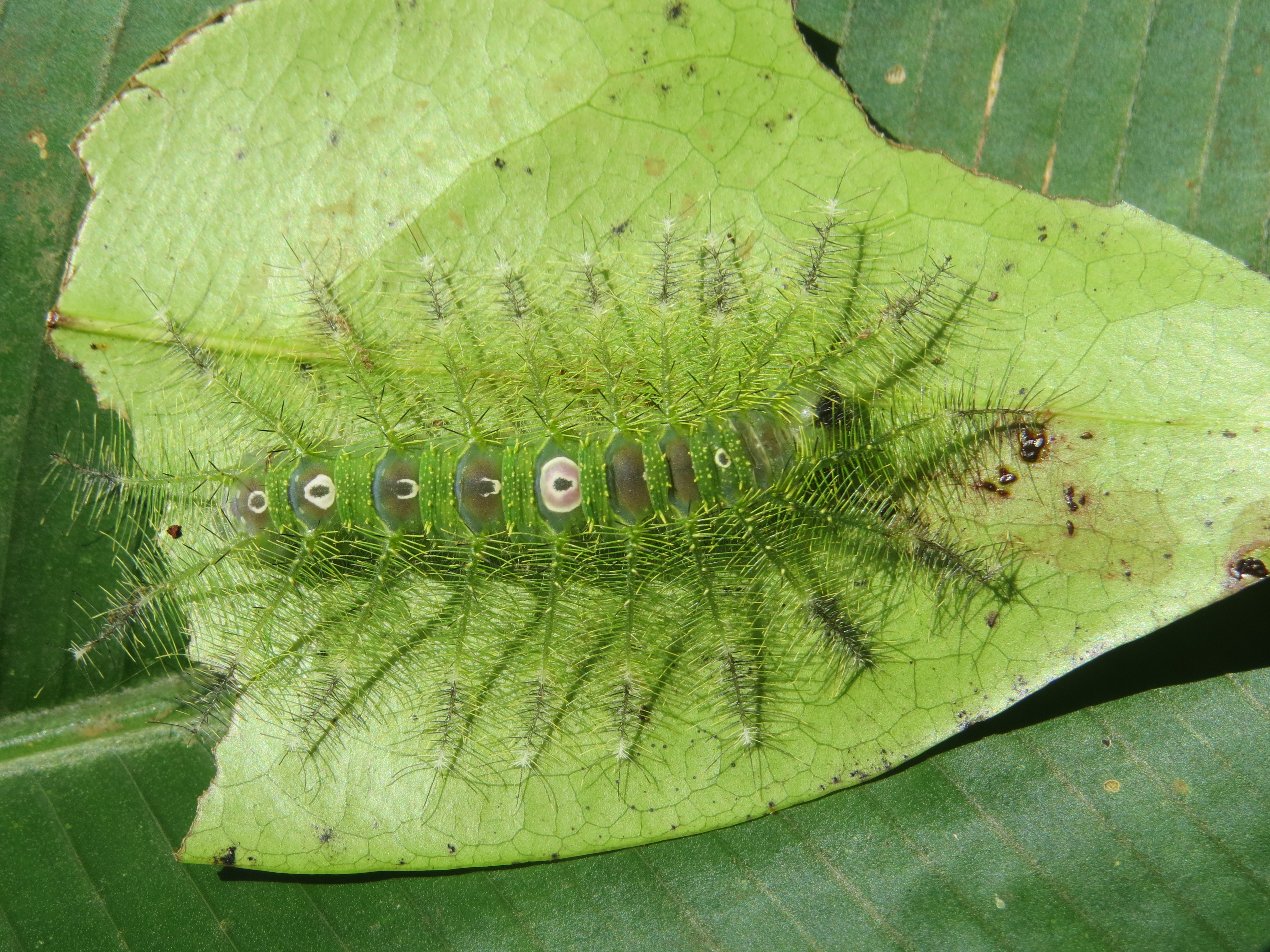
Raupe dorsal
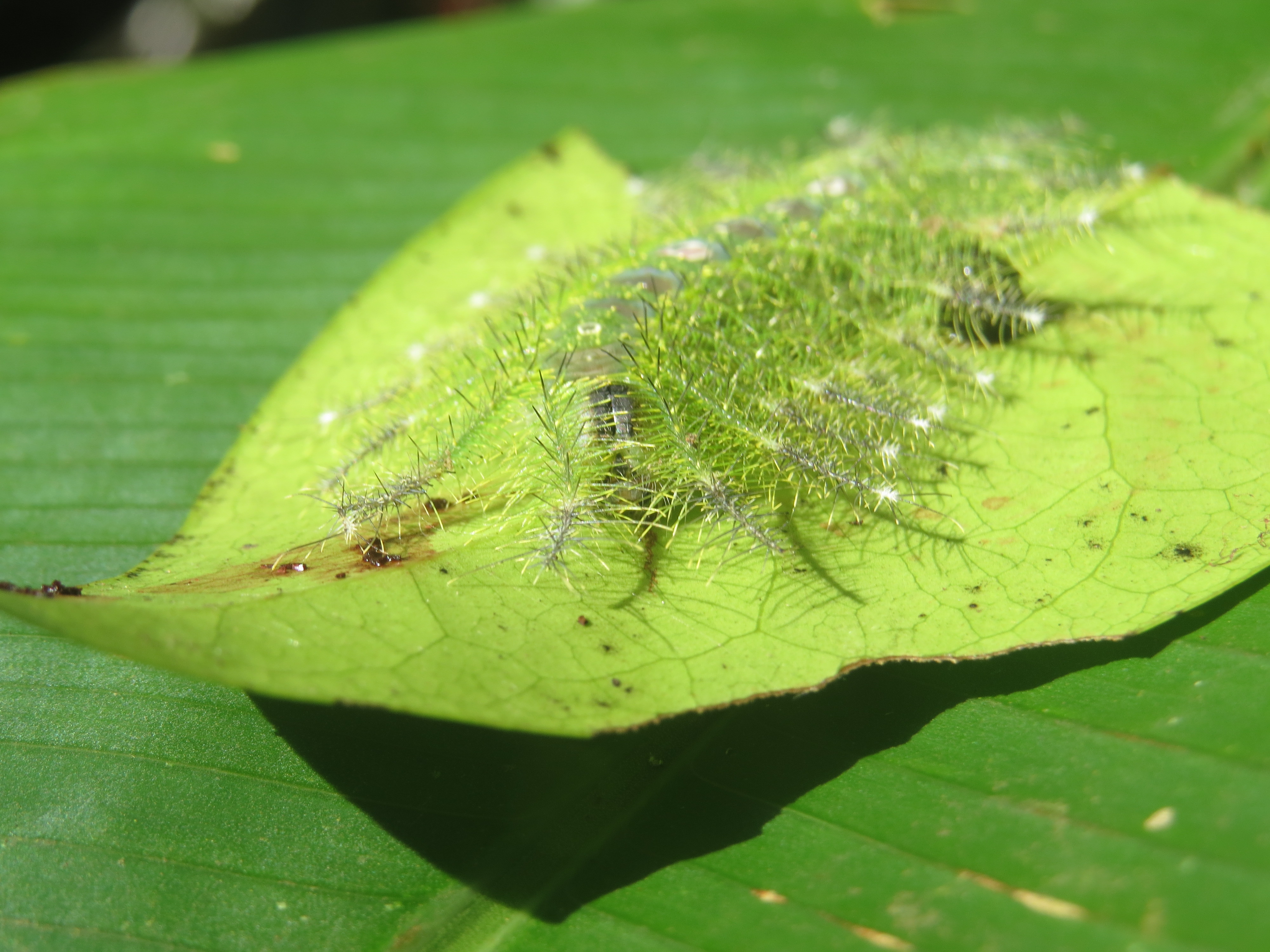
Raupe medial
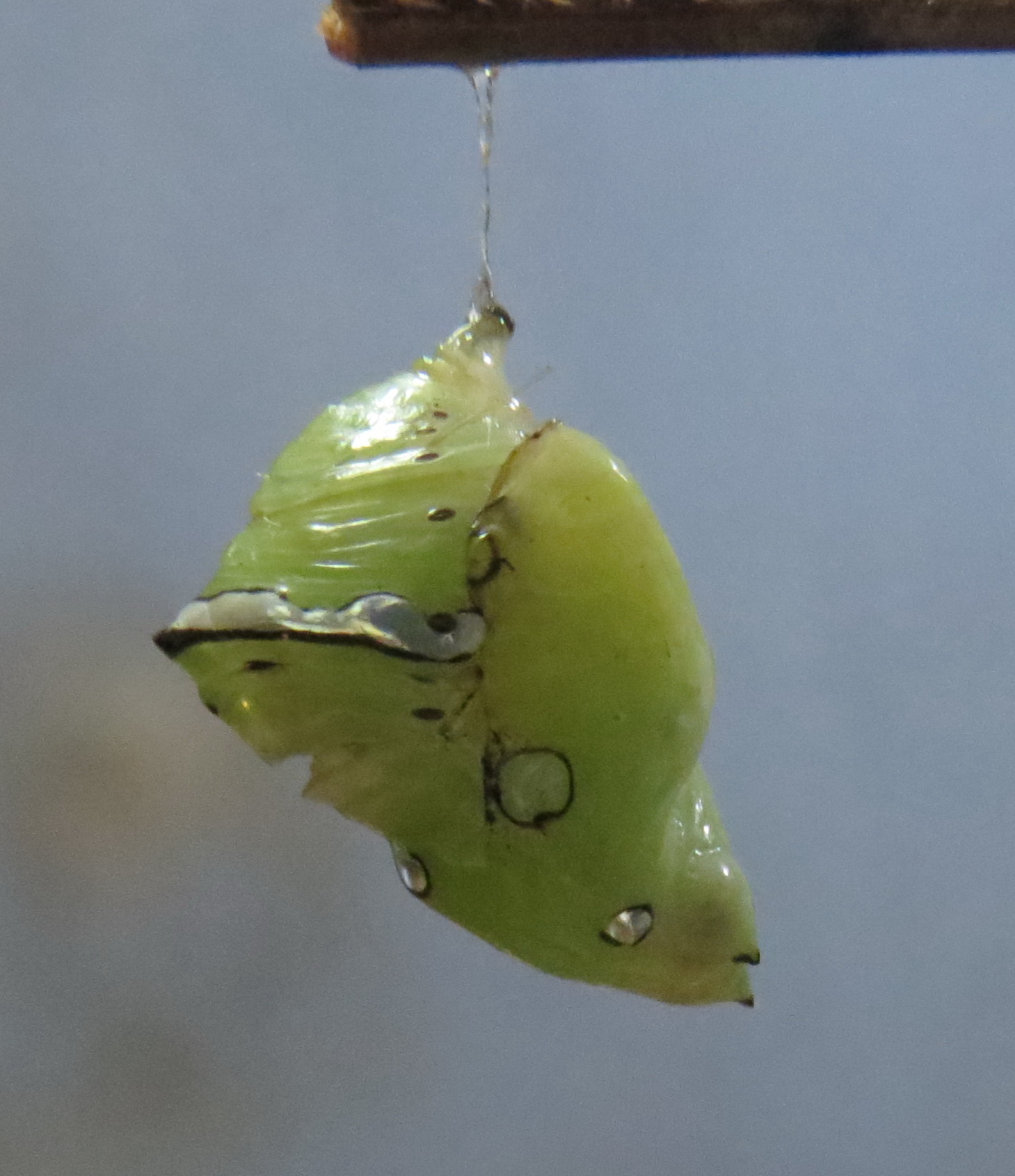
Puppe lateral
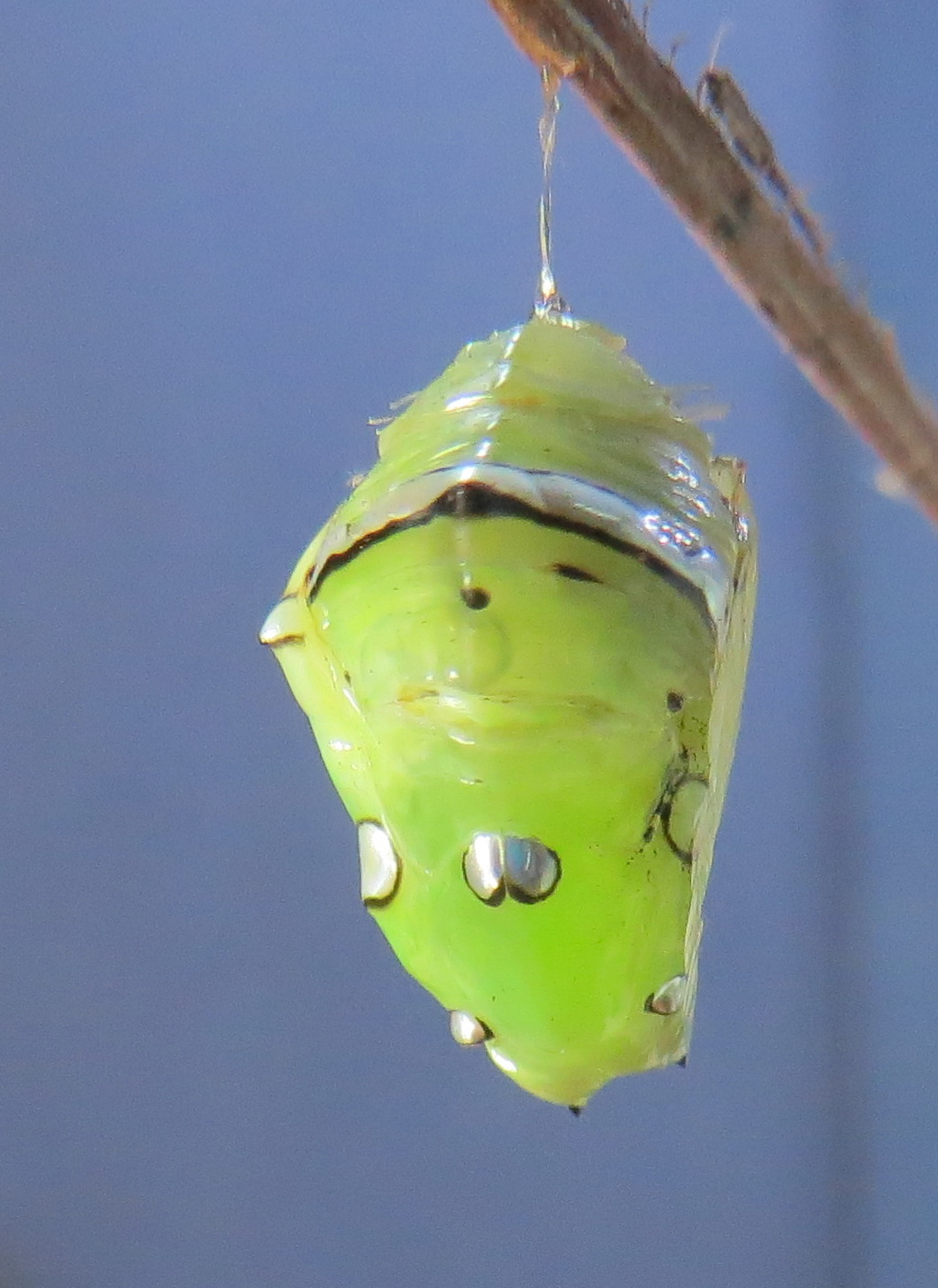
Puppe dorsal
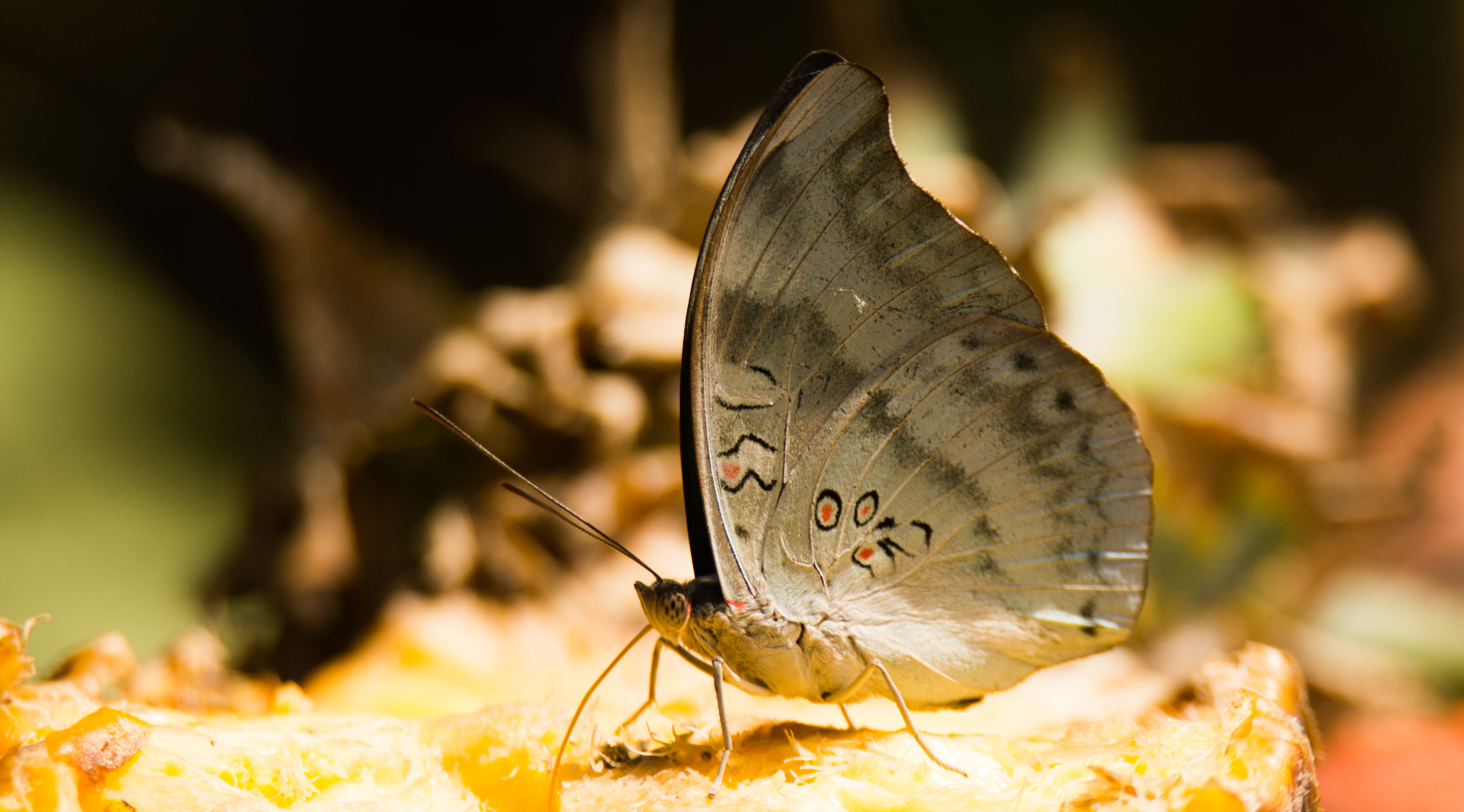
Flügelunterseite

## Verbreitung, Unterarten und Lebensraum
Das Verbreitungsgebiet der Art  erstreckt sich von Sri Lanka und Indien über Bangladesch, Burma, Thailand und Malaysia bis in den Südosten Chinas und auf die Philippinen. In den einzelnen Vorkommensgebieten werden derzeit 18 Unterarten geführt.
Dophla evelina besiedelt in erster Linie immergrüne Laubwälder.

## Lebensweise
Die Falter fliegen das gesamte Jahr hindurch, schwerpunktmäßig in den Monaten Februar, August sowie von Oktober bis Dezember. Sie saugen gerne an feuchten Erdstellen, verletzten Bäumen oder überreifen Früchten, um Flüssigkeit und Mineralstoffe aufzunehmen. Die Raupen ernähren sich polyphag von den Blättern verschiedener Pflanzen, dazu zählen: Sumachgewächse (Anacardiaceae),  Wolfsmilchgewächse (Euphorbiaceae), Ebenholzgewächse (Ebenaceae) und Buchengewächse (Fagaceae).